# Uruk-kultúra

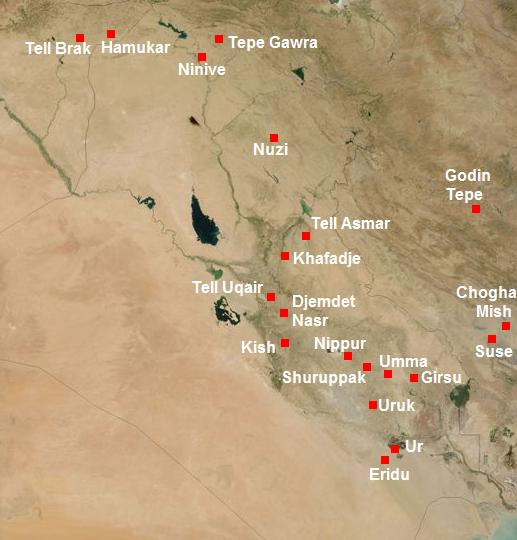
Mezopotámia az Uruk-korban

Az Uruk-kultúra egy őskori kultúra dél-Mezopotámiában – a későbbi Sumer, a mai Irak területén –, ami az ókori Uruk városáról kapta a nevét. A kultúra i. e. 4300 körültől i. e. 3100-ig, a kőrézkor és a korai bronzkor idején létezett. Az Ubaid-kultúrát váltotta fel és a Dzsemdet Naszr-kultúra követte. Ebben a korszakban kezdődött a városi élet fejlődése Mezopotámiában, ami a sumer civilizációban folytatódott.   A késő uruki periódusban (i. e. 34–32. évszázadig), ami  megfelel a korai bronzkornak, jelent meg az ékírás. Ezek a korai városállamok az államszervezet határozott előjelei voltak (a társadalmi rétegződés nem volt erőteljes e korszak legkésőbbi fázisáig és az i. e. 3100 körül kezdődő sumer dinasztikus korszakig), ezt támasztja alá a vágott peremű edények – melyeket később eldobtak – olcsó tömegtermelése. Ezeket az edényeket közösségi eseményekre készíthették, mint amilyenek a nagy méretű építkezések voltak. A közel egyenlő nagyságú (0,8 liter űrtartalmú) vágott peremű edények a központilag elosztott gabonafejadagok kimérésére szolgáltak. Egy-egy város 1 km²-nél nagyobb területű és 10 000–20 000 lakosú volt a korszak végén.

## Kronológia
A periodizáció az uruki régészeti rétegeket követi. Így, Uruk XVIII–XIV nem az „Uruk korszak”-hoz tartoznak, hanem inkább az Ubaid-kornak felelnek meg.  Az Uruk korszak az Uruk XIV–IV rétegeknek felel meg, az i. e. 3300-3100-ig tartó késői Uruk IV fázissal.  Az Uruk III i. e. 3000-ig tart és átmegy a korai dinasztikus korszakba (nem tévesztendő össze az i. e. 21. századi Ur III korszakkal, ahol a királyi dinasztiák számozása szerint periodizálunk, nem a régészeti rétegek szerint).

## Kora Uruk-kor
Az Uruk-kor elején az Ubaid-kerámiát felváltotta a szürke és vörös fényezett kerámia, amelyet az eridui lassan korongolt technológia helyett a gyors korongolással készítettek. A települések száma ugrásszerűen megnövekedett, Sumer északi részén Nippur környéke volt a legsűrűbben lakott. Nem tudjuk, hogy a lakosság növekedése bevándorlás, vagy a helyi népszaporulat eredménye volt-e. Uruk területe ekkor 70 hektárt foglalt el, míg északon volt két 50 ha és két 30 ha területű település is. Ekkor Nippur környékére esett a települések 60%-a. A településrendszer egyedi falvakból állt, nem mutatkoztak még körzetközpontok.

## Középső Uruk-kor
Az i. e. 4. évezred elején a Sumer területével keletre szomszédos Szusziana – a későbbi Elám északnyugati része – Mezopotámiához hasonló alluviális síkságán fontos változás ment végbe. Az egyszintű – falusias jellegű – településrendszert, ami az Ubaid-kort és a korai Uruk-periódust is jellemezte, felváltotta egy háromszintű, egyszerű településekből (falvakból), valamint alsó- és középszintű centrumokból álló településhálózat. Ez valamiféle társadalmi szervezettség, adminisztráció, azaz állam kialakulására utaló jel, ami tehát valószínűleg innen terjedt át a következő korszakban Mezopotámiába.
Ebben a korban terjedt el az arzénbronz használata a Közel-Keleten, Palesztinában egyedülálló, viaszveszejtéses eljárással készült fémkincset találtak, amelynek elemeit buzogányokként, dobokként, jogarokként, nyélre erősíthető jelvényekként és kisebb edényekként azonosítottak.

## Késő Uruk-kor

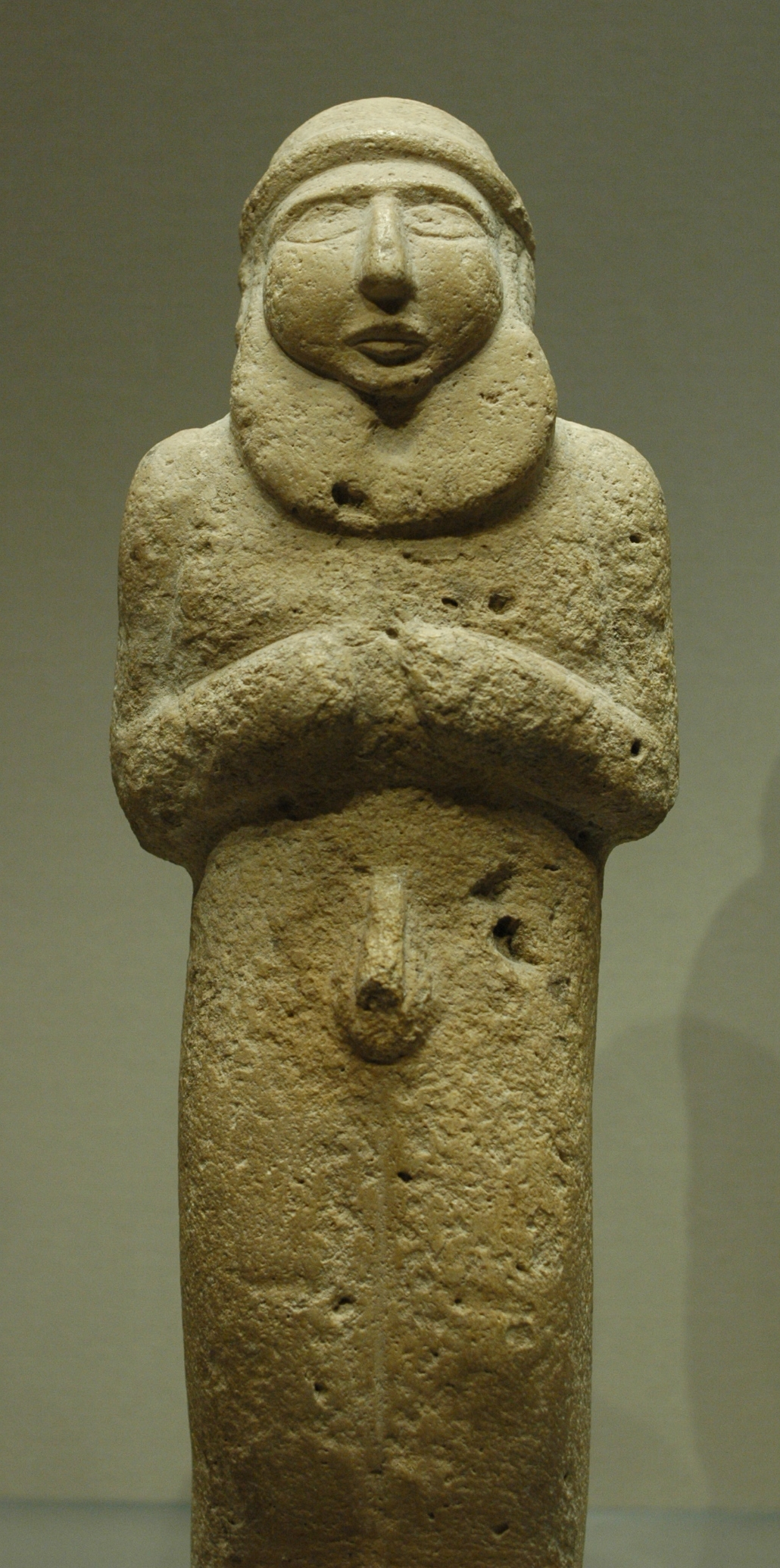
Szakállas férfi, talán a papkirály, kb. i. e. 3300

I. e. 3500 körül megváltozott a korábbi éghajlat Mezopotámiában. A korábban csapadékos időjárást egy jelentősen szárazabb váltotta fel, és a kiterjedt mocsárrendszer kezdett kiszáradni. Ez a vadászat és halászat visszaszorulásához, a földművelés fontosságának növekedéséhez vezetett. Növekedett a lakható terület és a népesség. A késő Uruk-korban északon csökkent, délen viszont nőtt a települések száma, ekkor Uruk környékére esett a 60%-uk, Uruk pedig elérte a 100 hektáros területet, amivel majdnem kétszer akkora volt, mint akármelyik más település. A települések határa egyre nagyobb lett, az ellátásukhoz szükséges földterület nőtt, végül a szomszédos települések területe összeért. A földművelők az egyre nagyobb földterület miatt már nem lakhattak mind az egyetlen központi településen, a földekre való kijutás idejének csökkentése miatt ki kellett költözniük a központi településtől függő kisebb falvakba. A késő Uruk-korban Dél-Mezopotámiában is kialakult a többszintű településrendszer.
Régészetileg Urukban az Uruk V. és Uruk IV. rétegek származnak ebből a korból.
A korszakban jelentős volt a mezőgazdasági fejlődés. Ekkor tértek át a kétsoros árpáról a hatsoros árpára. Ekkor még kezdetleges öntözési technikákkal, nagyobb öntözőművek nélkül is lehetett vízhez jutni, mert a területet át- meg átszelték az Eufrátesz mellékágai. A folytatódó kiszáradás miatt azonban egyre több mellékág kiszáradt a korszak végére, és egyes területek a kezdetleges öntözési technikákkal már nem voltak öntözhetők. Erre eleinte újabb áttelepedéssel válaszoltak, a korszak végére csökkenni kezdett a települések száma. A lakosság viszont ugyanakkor tovább növekedett, erről tanúskodik a települések házai össz-alapterületének növekedése és így a települések méretének növekedése.

### Sumer bevándorlás
A sumerek i. e. 4. évezredi bevándorlásának elmélete kérdéses, máig vitatott. Maga az elmélet abból ered, hogy a sumer nyelvben egyes kutatók korábbi, nemsumer felülrétegzett elemeket vélnek felfedezni, amelyet Mezopotámia eredeti lakosságának nyelvéből származtatnak. Ez a nyelvelmélet rendkívül bizonytalan, mindenekelőtt azért, mert ezen nyelvi elemeknek sem az átvételi irányát, sem az átvétel idejét és helyét nem lehet meghatározni. Az Uruk-kultúra idején megjelenő írás sem ad támpontot hozzá, mivel a legkorábbi piktografikus írás egészen az i. e. 3000 körüli időszakig logografikus, azaz szóírás rendszerű volt, amelyből nem lehet az írásrendszert használó etnikum nyelvére következtetni. Amikor azonban az uruki archaikus szövegekben az Uruk-kultúra és a Dzsemdet Naszr-kultúra fordulópontja körül az ékírás ősének fonetizáló jellegei is megjelennek, amelyből a beszélt nyelvre már lehet következtetni, akkor az értelmező, végződésre vagy szókezdetre utaló kiegészítő jelek mind a sumer nyelvből vezethetők le.
Ha volt népességcsere, akkor a sumerek ebben a korban vándorolhattak Dél-Mezopotámia területére. Az a tény, hogy később a sumer templomállam volt a föld kizárólagos tulajdonosa, – akik megművelték, a templomtól csak bérelték, de nem birtokolták azt – azt mutatja, hogy a sumerek betelepülése felülről szervezetten történt, és magukkal hozták a már korábban létrejött államszervezetüket és településrendszerüket. Spontán betelepülés esetén ugyanis kialakult volna az egyéni földtulajdon, ami Mezopotámiában csak a későbbi sémi bevándorlással jelent meg.
A népességcsere elméletét erősítheti az éghajlatváltozás kérdése, mivel a földművelés önmagában nem származhatott Mezopotámiából. A csapadékos időszakában mocsaras, művelésre alkalmatlan terület volt, később pedig bár a termőföldek adottak voltak a korábbi mocsarak helyén, a csapadék hiánya lehetetlenné tette az esőztető földművelést. Az öntözéses földművelés viszont csak a korábbi formát, az esőztető földművelést válthatta fel, első lépésként kizárható olyan növénytermesztés, amelyik mindjárt öntözéssel kezdődik. Maguk a sumerek is olyan hagyományokat őriztek, amelyek hegyvidéki származásra utalnak. A későbbiekben jellegzetesnek tekinthető mezopotámiai öntözéses földművelés tehát két úton jöhetett létre. Az egyik az, hogy a kiszáradás folyamán a hegyvidéki földművesek folyamatosan telepedtek le az immár földművelésre alkalmassá váló területen, és hozták magukkal a növénytermesztést, amit ezen a helyen eső hiányában öntözéssel lehetett megoldani. A másik lehetőség pedig a helyben lakó népesség életmódváltása, a növénytermesztés ideájának átvétele a hegyvidéki földművesektől, és a helyi viszonyokhoz adaptálódva öntözéssel pótolták az esőt. Mindkét esetben az öntözéses földművelés megjelenését az éghajlati adottságok általi kényszernek tudhatjuk be, és már régészetileg is régen igazolt, hogy a legkorábbi növénytermesztés Anatóliában jelent meg, ahonnan a Termékeny Félholdat északról határoló hegyvidékeken terjedt, majd bőven az után jelenik meg Mezopotámiában.
A késő Uruk-korban Szusziana (a későbbi Elám) és maga Szúza is elnéptelenedett, lakói valószínűleg Dél-Mezopotámia – ez lehet a sumer bevándorlás – és az iráni fennsík felé húzódtak.

### Az állam fejlődése
Az Uruk IV. fázisban jelennek meg Urukban azok a pecsétlenyomatok agyag edénydugókon és táblákon, amelyeken szakállas, fejpántot viselő alak látható különböző tevékenységek közben – hajón utazás, állatok etetése, meztelen foglyok fenyegetése, áldozat bemutatása. Egy nádkötegből álló embléma jelöli őt, amelyik később Inanna istennő jelképe volt. Minden bizonnyal Uruk uralkodóját, Inanna főpapját – a papkirályt – ábrázolják. Hasonló ábrázolásokat találtak Szúszában is, amelyek mutathatják Szúsza uralkodóját, de esetleg az uruki uralkodót is, azaz hogy Szúza uruki fennhatóság alatt volt.
Ugyanebben a periódusban jellegzetes építészeti megoldás a szögmozaik.

## Feltárása
A kultúrperiódus végén Uruk lakosságszáma lecsökkent. A korábbi város egyes részei lakatlanná váltak és soha többet nem építették be őket. Ez tette lehetővé, hogy ezeken a részeken rendkívül sok archaikus régészeti lelet őrződött meg, amelyeket 1912-től német régészek tártak fel. Az egyik uruki külvárosi részt, az Éanna-területet egy „templom” és egy „palota” feltárásának nevezik (E-palota, D-templom, Nagy Udvar, Kőtemplom), de az épületek valódi funkciójára nincsen semmilyen bizonyíték. A kiemelt szerepet egyedül az mutatja, hogy ezeket az építményeket külön fallal elzárták a város többi részétől. Ez a rész a negyedik-harmadik ezredforduló táján elnéptelenedő részek között van. A városközpont melletti lakóövezetek nagy része a mai napig feltáratlan.

### Az Uruk-kultúra kisugárzása
A késő Uruk-korban az Uruk-kultúra hatása kiterjedt a Mediterránneumig és az Iráni-fennsíkig, ahol dél-mezopotámiai eredetű tárgyak kerültek elő. Ez sok találgatásra adott alkalmat, mert szó lehet kereskedelemről, de néhány délnyugat-iráni és észak mezopotámiai lelőhely olyan nagy mértékű kulturális egyezést mutat, hogy akár dél-mezopotámiai kolóniák is lehettek, mint például a déli kerámiákat előállító Ninive vagy a jellegzetes déli templommal – „Szem-templom” – rendelkező Tell-Brák. Urukot ebben a korban a kereskedelmen túl a kolonizációra a fa-, fém- és féldrágakő-lelőhelyek ellenőrzése ösztönözhette esetleg. Az Eufrátesz szíriai szakaszán is feltártak valószínű déli kolóniákat.
Északon a kultúra hatása Törökországig terjedt, ahol jellegzetesen uruki alaprajzú, szögmozaikokkal díszített házakat találtak. Egyiptomban a Nagada II kultúra – vagy gerzei kultúra – bizonyos edényei, illetve a jellegzetesen egyiptomi tárgyakon, például késnyeleken a mezopotámiai motívumok tanúskodnak az Uruk-kultúra hatásáról. Egyiptomban ekkor jelentek meg a pecséthengerek is és előkerültek itt is díszítő terrakottaszögek. A szíjtégla, amellyel az Éanna-terület egyik építményét emelték és annak utódja, a plánkonvex tégla szintén messze földön elterjedt.